# Fannyella rossii
Fannyella rossii är en korallart som beskrevs av Gray 1872. Fannyella rossii ingår i släktet Fannyella och familjen Primnoidae.
Artens utbredningsområde är Södra Ishavet. Inga underarter finns listade i Catalogue of Life.